# Каэтан Тиенский
Каэтан (Гаэтан) Тиенский (итал. Gaetano Thiene, 1 октября 1480, Виченца, Венеция — 7 августа 1547 или 7 августа 1547, Неаполь) — католический святой. Память отмечается 7 августа. Вместе с епископом Караффой основал орден театинцев. Канонизован в XVII веке. Считается покровителем рожениц.

## Биография
Родился в октябре 1480 года в Виченце, происходил из княжеского рода. Отец — Гаспар, был наследником Тиены, мать — из нобилей Виченцы. Осиротел в два года, мать воспитывала его в строгой религиозности. Окончил Падуанский университет, в 1504 году получил степень доктора гражданского и канонического права. В 1508 году был назначен нотарием Папы Римского. В 1516 году рукоположён во священника, в том же году вступил в «Ораторий Божественной любви» при церкви св. Дорофеи в Риме. В 1520 году по просьбе заболевшей матери вернулся на родину, занимался благотворительностью и помощью больным. В 1523 году в Риме познакомился с кардиналом Джованни Караффа и вместе с ним основал Орден регулярных клириков, именуемых каэтанцами или театинцами — по итальянскому или латинскому именованию Кьеты. Устав был составлен на основе августинского и утверждён в 1524 году Папой Климентом VII. В 1527 году монастырь театинцев был разорён войсками Карла V. Каэтан после недолгого ареста отбыл в Венецию, где служил священником, и в том же году был избран Генеральным настоятелем ордена, пробыв на этом посту три года. В Венеции создал благотворительную кассу для помощи бедным, в 1530 году помогал жертвам чумной эпидемии. Между 1533 и 1543 годами возглавлял вновь созданные театинские монастыри в Венеции и Неаполе. 7 августа 1547 года погиб во время гражданских беспорядков в Неаполе, пытаясь остановить кровопролитие. Из сочинений Каэтана сохранилась только переписка с монахиней-августинкой Лаурой Миньяни и кардиналом Караффой.

## Канонизация
Беатифицирован 8 октября 1629 года папой Урбаном VIII, канонизирован Климентом X 12 апреля 1671 года; этот понтифик активно способствовал почитанию св. Каэтана. Мощи — в церкви Сан-Паоло-Маджоре в Неаполе. В иконографии изображается в облачении театинца, держа в руках Евангелие. Атрибуты — чётки, лилия, птица. С XVII века его также изображали с Младенцем Иисусом на руках, так как ему было видение Богородицы, Которая вверила ему Младенца. Этот эпизод был изображён Бернини в скульптурной группе в Санта Мария Маджоре в Риме.
Храмы его имени
- Храм Святого Каэтана в селе Рашково, Молдавия.